# دن ولز
دن ولز (انگلیسی: Dan Wells؛ زادهٔ ۴ مارس ۱۹۷۷) نویسنده داستان‌های علمی–تخیلی و ترسناک اهل ایالات متحده آمریکا است. ولز برای کتاب من قاتل زنجیره ای نیستم شناخته شده‌است که فیلمی با همین نام و بر اساس این کتاب در سال ۲۰۱۶ ساخته شده‌است. او اکنون در سالت لیک شمالی، یوتا زندگی می‌کند.